# Tamāra Vilerte
Tamāra Vilerte (ur. 5 marca 1954 w Omsku) – łotewska szachistka, arcymistrzyni od 2008 roku.

## Kariera szachowa
W 1972 r. podzieliła III m. w mistrzostwach Związku Radzieckiego juniorek. Sukcesy w turniejach klasyfikowanych przez Międzynarodową Federację Szachową zaczęła odnosić wyjątkowo późno, na światowej liście rankingowej debiutując 1 kwietnia 2005 r., w wieku 51 lat. W maju tego roku podzieliła IV-V miejsce w finale indywidualnych mistrzostw Łotwy kobiet. Przez następne dwa lata nie startowała w turniejach, a w 2007 r. zajęła VI miejsce w rozegranych w Gmunden mistrzostwach świata seniorek (zawodniczek powyżej 50. roku życia). W 2008 r. odniosła największe sukcesy w karierze: w sierpniu zdobyła w Davos tytuł wicemistrzyni Europy seniorek, natomiast w październiku w Bad Zwischenahn – tytuł mistrzyni świata w tej kategorii wiekowej, za zdobycie którego otrzymała tytuł arcymistrzyni. W kolejnych mistrzostwach świata (Condino 2009) zajęła X miejsce.
Najwyższy ranking w dotychczasowej karierze osiągnęła 1 stycznia 2009 r., z wynikiem 2238 punktów zajmowała wówczas 6. miejsce wśród łotewskich szachistek.